# Nemeritis tuitor
Nemeritis tuitor är en stekelart som beskrevs av Aubert 1986. Nemeritis tuitor ingår i släktet Nemeritis och familjen brokparasitsteklar. Inga underarter finns listade i Catalogue of Life.